# HD49606
HD49606 — хімічно пекулярна зоря спектрального класу B8, що має видиму зоряну величину в смузі V приблизно  5,8.
Вона  розташована на відстані близько 926,6 світлових років від Сонця.

## Пекулярний хімічний вміст
Зоряна атмосфера HD49606 має підвищений вміст 
Mn
.

## Магнітне поле
Спектр даної зорі вказує на наявність магнітного поля у її зоряній атмосфері.
Напруженість повздовжної компоненти поля оціненої з аналізу
становить  916,0± 556,8 Гаус.